# Ferenc Feketehalmy-Czeydner
Ferenc Feketehalmy-Czeydner (geboren als Franz Zeidner), (Piski, 22 november 1890 - Žabalj, 5 november 1946) was een was een Hongaars officier en kolonel-generaal tijdens de Tweede Wereldoorlog. Hij was ook Waffen-SS-Obergruppenführer en Generaal in de Waffen-SS. Hij was de organisator van het bloed van Novi Sad.

## Leven
Op 22 november 1890 werd Franz Zeidner in Piski geboren. Hij kwam uit een familie van etnische Duitsers (volksduitsers). Zeidner was de zoon van de winkeleigenaar Gustav Tsaydnera; in zijn jonge jaren droeg hij de naam van zijn vader, maar na de Eerste Wereldoorlog veranderde hij zijn naam in Feketegolm-Chadner.
Vanaf 1904 tot 1907 zat hij op de K.u.K. artillerie Theresianische militaire academie in Traiskirchen. Hierna werd Zeidner naar de K.u.K. Technische Militäirakademie Mödling gestuurd. Op 18 augustus 1910 werd Zeidner als Hadnagy (Tweede luitenant) geplaatst bij het Feldhaubitz Rgt Georg V. König von Grossbritannien und Irland, Kaiser von Indien Nr. 12.
Vanaf 22 juni 1915 tot 1 mei 1917 zat hij op de K.u.K. Kriegschule Belgrad  (vrije vertaling: Keizerlijk en koninklijk Militaire school Belgrado). Hierna werd Zeidner als Generalstabsoffizier (vrije vertaling: Generale Stafofficier) geplaatst in het K.u.K. II. Korps Kommando.

### Eerste Wereldoorlog
In de Eerste Wereldoorlog werd hij als artillerie- en Generale Stafofficier ingezet. Zeidner werd op 1 september 1917 bevorderd tot (Százados)  (Kapitein).
Na het uitbreken van de Eerste Wereldoorlog raakte hij eerst gewond aan het Russisch en later aan het Italiaans front. Na zijn herstel heeft hij nog gediend tot het einde van de oorlog.

### Interbellum
In 1919 ging hij in dienst van het opnieuw opgerichte Koninklijk Hongaars Leger. Vanaf 11 april 1920 tot 1 oktober 1920 diende Feketehalmy-Czeydner in de 1e sectie van het Ministerie van Defensie. Hierna werd hij als leraar in tactiek aan de Magyar Királyi Honvéd Ludovika Akadémia  (Ludovika-academie) in Pest werkzaam. werd in In 1921 werd Feketehalmy-Czeydner als Generale Stafofficier ingezet in de Ia./Gemischten Brigade 7. in Miskolc.
Van 1922 tot 1925 was Feketehalmy-Czeydner werkzaam in het Honved Ministerium  (Ministerie van Defensie). Hierna studeerde hij vanaf 1 januari 1924 tot 15 mei 1925 aan de Universiteit van Parijs. Op 1 mei 1925 werd hij bevorderd tot Õrnagy (Majoor). Vanaf 1 mei 1925 werd Feketehalmy-Czeydner opnieuw ingezet aan de Ludovika-academie in Pest. Hij werkte aan de academie tot 1 november 1925 als leraar tactiek. Feketehalmy-Czeydner werd op 1 mei 1929 overgeplaatst naar de opleidingsafdeling van het k.u. Honvédministerium  (vrije vertaling: Koninklijk ministerie van Defensie). Hierna werd hij bevorderd tot Alezredes  (Luitenant-kolonel).
Op 1 november 1929 werd Feketehalmy-Czeydner benoemd tot chef van de afdeling VI-4 in het Koninklijk Hongaars ministerie van Defensie. Waarna hij als plaatsvervangend hoofd werd ingezet in de afdeling VI-1, en tegelijk werd hij benoemd tot stafchef van de Generale Staf van luchtvaartambt in het Koninklijk ministerie van Defensie.
Vanaf 1 april 1938 tot 15 januari 1939 was Feketehalmy-Czeydner chef van de luchtvaartambt in het Koninklijk ministerie van Defensie. Op 11 november 1935 werd hij bevorderd tot  Ezredes  (Kolonel). Op 1 november 1939 werd hij tot commandant benoemd van de 6. gyalogdandár  (6e Infanteriebrigade). Een jaar later werd Feketehalmy-Czeydner bevorderd tot Vezérörnagy (Brigadegeneraal).

### Tweede Wereldoorlog
Hierna volgde op 1 maart 1940 zijn benoeming tot stafchef van de Generale Staf van het 1. magyar hadsereg  (vrije vertaling: 1e Hongaars leger), deze functie vervulde hij tot 31 juli 1941.
Op 1 november 1941 werd hij tot commandant benoemd van het 5e Legerkorps in Szeged. In november van het volgend jaar werd Feketehalmy-Czeydner bevorderd tot Altábornagy (Veldmaarschalk-luitenant).
Op 21 december 1941 werd Feketehalmy-Czeydner opgenomen in het ziekenhuis in Mátraháza. Er was kanker aan zijn stembanden geconstateerd.
In januari 1942 voerden de troepen onder het bevel van Feketehalmy-Czeydner een grootschalige vergeldingsactie uit in Batschka  (Bačka), dat sinds april 1941 door het Koninkrijk Hongarije was geannexeerd. De actie werd bevolen door de Hongaarse stafchef Ferenc Szombathelyi, na de moord op verschillende Hongaarse gendarmes en soldaten, en sabotageacties door Joegoslavische partizanen.
Het bloed van Novi Sad leidde tot protesten in Hongarije, die werden geleid door de voorzitter van de Partij van Kleine Landbouwers, Endre Bajcsy-Zsilinszky. Als gevolg hiervan ging Feketehalmy op 1 december 1942 met pensioen, maar bleef ongestraft.
In september 1943, toen Hongarije al aan het onderhandelen was met de Geallieerden over een afzonderlijke vrede, werd een zaak aangespannen tegen de verantwoordelijke officieren. Op 14 december 1943 werd het proces tegen drie politieagenten en twaalf Honvéds geopend. Feketehalmy-Czeydner werd veroordeeld tot 15 jaar gevangenisstraf, terwijl zeven medebeklaagden straffen van meer dan tien jaar kregen. Hij vluchtte op 15 januari 1944 met drie andere veroordeelden naar Wenen. En vroeg politiek asiel aan. Een uitleveringsverzoek van de Hongaarse regering werd door Hitler niet gehonoreerd.
Op 1 maart 1944 nam Feketehalmy-Czeydner dienst in de Waffen-SS. Hij kreeg de rang van een SS-Gruppenführer en Generalleutnant in de Waffen-SS. En werd geplaatst in het SS-Führungshauptamt.
Vanaf 23 maart 1944 tot 26 mei 1944 was hij opgenomen in het SS-Lazarett Wien XIII/110, waarna hij voor zijn verdere herstel naar het Kurlazarett Semmering ging.
Op 1 juli 1944 werd Feketehalmy-Czeydner benoemd tot plaatsvervangend Kommandierender General van het II SS Pantserkorps.
Na de staatsgreep in Hongarije, keerde hij op 16 oktober 1944 terug naar Hongarije. Op 1 november 1944 werd Feketehalmy-Czeydner benoemd tot plaatsvervangend Honvedminister (minister van Defensie).
Op 30 oktober 1944 werd hij bevorderd tot Vezérezredes (Kolonel-generaal). Hierna volgde zijn bevordering op 1 november 1944 tot Waffen-SS-Obergruppenführer en Generaal in de Waffen-SS. In maart 1945 was hij belast met de opbouw van het XVII SS Korps, maar deze eenheid bestond alleen nog op papier.
Op 7 april 1945 keerde Feketehalmy-Czeydner terug naar het SS-Lazarett Wien XIII/110, en verbleef daar tot 10 mei 1945.
In mei 1945 raakte Feketehalmy-Czeydner in Amerikaans krijgsgevangenschap, die leverde hem weer aan Hongarije uit. In januari 1946 werd hij door de Hongaarse autoriteiten, samen met vier andere Hongaarse militairen uitgeleverd aan Joegoslavië. Op 21 maart 1946 werd Feketehalmy-Czeydner veroordeeld voor oorlogsmisdrijven, en kreeg de doodstraf. Op 4 november 1946 werd hij in Žabalj opgehangen.

## Militaire carrière
Feketehalmy-Czeydner bekleedde verschillende rangen in zowel het Koninklijk Hongaars Leger als Waffen-SS. De volgende tabel laat zien dat de bevorderingen niet synchroon liepen.

| Datum                                                                           | Oostenrijks-Hongaars leger   | Hongaars leger                         | Waffen-SS                                             | Ministerie van Defensie |
| ------------------------------------------------------------------------------- | ---------------------------- | -------------------------------------- | ----------------------------------------------------- | ----------------------- |
| 18 augustus 1910 (met anciënniteit vanaf 1 september 1910)                      | Hadnagy (Tweede luitenant)   | —                                      | —                                                     | —                       |
| 1 augustus 1914                                                                 | Főhadnagy (Eerste luitenant) | —                                      | —                                                     | —                       |
| 1 september 1917                                                                | Százados (Kapitein)          | —                                      | —                                                     | —                       |
| 1 mei 1925                                                                      | —                            | Õrnagy (Majoor)                        | —                                                     | —                       |
| 1 mei 1929                                                                      | —                            | Alezredes (Luitenant-kolonel)          | —                                                     | —                       |
| 11 november 1935 - 1 november 1934                                              | —                            | Ezredes (Kolonel)                      | —                                                     | —                       |
| 1 november 1939                                                                 | —                            | Tábornokok (Brigadegeneraal)           | —                                                     | —                       |
| 1 november 1941                                                                 | —                            | Altábornagy (Veldmaarschalk-luitenant) | —                                                     | —                       |
| 30 oktober 1944 (met terugwerkende kracht vanaf 1 januari 1944) 1 december 1944 | —                            | Vezérezredes (Kolonel-generaal)        | —                                                     | —                       |
| 1 maart 1944                                                                    | —                            | —                                      | SS-Gruppenführer en Generalleutnant in de Waffen-SS   | —                       |
| 1 november 1944                                                                 | —                            | —                                      | SS-Obergruppenführer en Generaal in de Waffen-SS      | —                       |
| 1 november 1944                                                                 | —                            | —                                      | —                                                     | Stellv Honvedminister   |
| 1 november 1944                                                                 | —                            | —                                      | SS-Obergruppenführer en Generaal in de Waffen-SS a.D. | —                       |
| 18 januari 1945 (met ingang vanaf 1 januari 1944)                               | —                            | —                                      | Waffen-SS-Gruppenführer in de Waffen-SS a.D.          | —                       |
| 28 januari 1945                                                                 | —                            | —                                      | Waffen-SS-Obergruppenführer in de Waffen-SS a.D.      | —                       |

- Opmerking rang: Ferenc Feketehalmy-Czeydner, geboren als Franz Zeidner, was een voormalige generaal van het Hongaarse leger. Hij was geen lid van de Allgemeine-SS, want die bestond niet in Hongarije. De Reichsführer Heinrich Himmler had hem een enigszins afwijkende militaire rang gegeven. Door de toevoeging van WA voor de rang. De buitenlandse vrijwilligers werden ook niet in de Dienstalterslisten der SS opgetekend, en kregen ook geen SS-nummer[13].

## Onderscheidingen
Selectie:
- Orde van de IJzeren Kroon (Oostenrijk), 3e Klasse met Oorlogsdecoratie en Zwaarden[4][14]
- Signum Laudis
  - brons[14] met Zwaarden[4]
  - zilver[14] met Zwaarden[4]
- Gewondenmedaille met Een verwonding[4]
- Karel-Troepen-Kruis[4][14]
- Commandeur in de Orde van de Italiaanse Kroon[4]
- Commandeur in de Orde van Verdienste[4][14]
- Grootofficier in de Orde Polonia Restituta[4]
- IJzeren Kruis 1939, 2e Klasse in 1944[4]
- Orde van Verdienste van de Duitse Adelaar, 1e Klasse met Borstster en Lint[4][14]